# Peter Supf
Peter Supf (* 3. Oktober 1886 in Nürnberg als Peter Wilhelm Ernst Supf; † 26. Februar 1961 in München) war ein deutscher Schriftsteller, der als Fliegerdichter bekannt wurde.

## Leben
Supf wuchs in Nürnberg auf und studierte Jura an den Universitäten Genf, Oxford, München und Berlin. 1909 veröffentlichte er noch unter dem Namen „Willi Supf“ einen ersten Band mit Gedichten. Nach seiner Promotion an der Universität Greifswald Ende Oktober 1912 mit der Arbeit Elsaß-Lothringen und die staatsrechtliche Natur des deutschen Reichs legte er das Referendarsexamen ab. Aus dem Staatsdienst trat er bald wieder aus und lebte fortan als freier Schriftsteller.
Nach dem Ersten Weltkrieg, an dem er bis zu seiner schweren Verwundung am 19. April 1917 als Flieger-Beobachter teilnahm, warb Supf für die deutsch-französische Verständigung. Er veröffentlichte 1919 im renommierten  Diederichs Verlag einen Band mit von seinen Flugerlebnissen geprägten Gedichten. Es folgten mehrere Lyrikbände, eine Novelle und Sachbücher zur Luftfahrt. Der Fliegerei galten die meisten seiner Werke, wofür ihm die Lufthansa 1928 als erstem und bisher einzigem Menschen einen lebenslangen Freiflugschein verlieh. Supf unterhielt Briefwechsel mit einigen der bekanntesten Schriftsteller seiner Zeit, darunter Thomas Mann (der Supfs Erinnerungen Kindheit in Nürnberg und den Gedichtband O Mensch in Mann und Weib rezensierte), Klaus Mann, Bruno Frank, Joachim Ringelnatz und Stefan Zweig.
In der Zeit des Nationalsozialismus veröffentlichte Supf propagandistische und kriegsverherrlichende Bücher im Sinne des Regimes, darunter ein Werk zum Luftkrieg in Polen. Seine luftfahrthistorischen Werke aus dieser Zeit sind stark nationalistisch geprägt. Nach 1945 konnte er nicht an frühere literarische Erfolge anknüpfen und veröffentlichte u. a. Abenteuerromane und Sachbücher für die Jugend. 1956 war er Ehrenvorsitzender des Luftfahrt-Presseclubs e. V. (LPC) Frankfurt am Main. Er starb 1961 nach langer Krankheit in München.
In der Sowjetischen Besatzungszone und der Deutschen Demokratischen Republik wurden viele seiner NS-Schriften auf die Liste der auszusondernden Literatur gesetzt.

## Werke
- Gedichte aus einer alten Stadt (als Willi Supf), Heidelberg 1909
- Elsass-Lothringen und die staatsrechtliche Natur des Deutschen Reichs (als Willi Supf), Dissertation, Greifswald 1912
- Lieder aus den Lüften. Gedichte eines Fliegers, Jena 1919 (2. Auflage Stuttgart 1960)
- Musik aus Einsamkeit, Gedichte, Euphorion, Berlin 1922
- Kindheit in Nürnberg. Verse eines Knaben, Berlin 1926, Neuausgabe Nürnberg 1949
- Das Hohe Lied vom Flug. Erste Sammlung deutscher Flugdichtung, Berlin 1928
- O Mensch in Mann und Weib, Gedichte, Berlin 1928
- Die Welt ohne Horizont. Aus den Schriften eines Fliegers, Berlin 1928
- Frau Joho in Paris, mit Zeichnungen von Vera Joho, Berlin 1930
- Novelle vom Tod der Flieger, Berlin 1931 (1935 bei Reclam als Der Tod der Flieger, 1942 als Zwischen Wolken und Sternen)
- Amance. Die Geschichte eines jungen Mädchens, Jena 1931
- Die Welt der Flieger (mit Heinz Orlovius), Berlin 1932 (englische Ausgabe 1933 als Airman's World)
- Das neue Welterlebnis. Ein Buch vom Fliegen, Berlin 1932 (erw. Neubearb. 1943 als Das Welterlebnis des Fliegers)
- Das Buch der deutschen Fluggeschichte, 2 Bände, Berlin 1935 (mit einem Geleitwort von Hermann Göring), „2. durchgesehene, verbesserte und erweiterte Auflage“ Stuttgart 1956–1958
- mit Paul Kettel, Ernst Udet und Heinz Orlovius: Kameradschaft der Luft. Festschrift anlässlich des fünfzigsten Geburtstages von Dr.-Ing.E.H., Dr. Phil.H.C. Ernst Heinkel, Wiking Verlag, Berlin 1938
- Der deutsche Flugsport. Ein Bilderwerk, Berlin 1938, 2. Auflage 1940
- Luftwaffe schlägt zu! Der Luftkrieg in Polen. Mit Unterstützung des Oberbefehlshabers der Luftwaffe. Nach Frontberichten und eigenen Erlebnissen von Peter Supf. Militärische Darstellung von Lothar Schüttel, Berlin 1939
- Sieger auf verlorenem Posten (mit Kurt Krispien), in der Reihe „Kriegsbücherei der deutschen Jugend“, Berlin 1939
- Flieger, Kämpfer, Kameraden. Kriegserlebnisse unserer Luftwaffe, Stuttgart 1940 (finnische Ausgabe 1941)
- Luftwaffe von Sieg zu Sieg. Von Norwegen bis Kreta. Mit Unterstützung des Oberbefehlshabers der Luftwaffe nach Frontberichten und eigenen Erlebnissen von Peter Supf. Mit einer kurzen militärischen Übersicht von W. Haehnelt, Berlin 1941
- Der Luftkrieg in Polen. Ein Bildwerk, Berlin 1941
- Worte sind Wunder. Gedichte, Sprüche, Liebesverse, Berlin 1942
- Der fliegende Sancho. Auf der Suche nach den weissen Indianern. Eine abenteuerliche Erzählung, Nürnberg 1949, Reutlingen 1951, Stuttgart 1958
- Zwölf Gebote für Segelflieger, von Wolf Hirth, ausgelegt von Peter Supf, Reutlingen 1951
- Flug ins Goldland, Reutlingen 1953
- Die Eroberung des Luftreichs, Stuttgart 1953
- Der Himmelswagen. Das Schicksal des Melchior Bauer, Stuttgart 1953
- Hanns Klemm. Der Schöpfer des Leichtflugzeugs, Stuttgart 1955
- Wiedersehen mit einem Storch, München 1955
- Trippstrill. Heitere Verse, München 1956
- Flieger erobern die Berge der Welt, München 1956
- Flieger erobern die Pole, München 1957
- Flieger erobern Meere und Kontinente, München 1959
- Frankfurt am Main, Motor der Luftfahrt. Eine Erinnerung an die Internationale Luftschiffahrt-Ausstellung 1909 (mit Max Geysenheimer), Frankfurt 1959
- Dumm, dümmer, am dümmsten. Kinderverse, Königshofen 1959

Herausgeberschaft:
- Die schönsten Märchen vom Fliegen, Berlin 1930, 2. Auflage 1941, lettische Ausgabe 1944, Neuausgabe Stuttgart 1953
- Schwert mit Schwingen. Kriegsgedichte der Luftwaffe, 1943
- Fliegergeschichten, Romanhefte, München 1953–1961
- Lewellen/Shapiro: Das grosse bunte Buch vom Fliegen, Ravensburg 1959 („unter Fachberatung von Peter Supf“)

Übersetzungen:
- Jacques Mortane: Das neue Deutschland, mit einem Vorwort von Aristide Briand, Zürich 1927

Vorworte zu:
- Julius Buckler: Malaula! Der Kampfruf meiner Staffel, Berlin 1939
- Deutschland im Luftbild, Frankfurt 1959